# 제3회 한게임 장기 챔피언스리그
제3회 한게임 장기 챔피언스리그는 2009년에 개최되었던 온라인 게임 포털 사이트인 한게임에서 치러진 장기 기전 및 이벤트이다. 선발된 장기 기사들의 풀 리그전이 치러진 뒤, 최종 합산 성적 상위 3명을 선발한 후, 합산 점수 상위 2,3위 끼리 3번기 대국을 하여 승자가 1위와 5번기 대국을 한다.

## 선발된 장기 기사
- 공현선初단
- 이남춘九단
- 이양근九단
- 허금산初단
- 허석조二단
- 황문수九단

## 풀 리그전

### 풀리그전 총 전적
| 선수명     | 공현선初단 | 이남춘九단 | 이양근九단 | 허금산初단 | 허석조二단 | 황문수九단 | 총전적  |
| 공현선初단 | ×          | 패(2패)    | 패(1승2패) | 승(1승1무) | 승(1승2무) | 패(2패)    | 2승 3패 |
| 이남춘九단 | 승(2승)    | ×          | 패(2무1패) | 패(2패)    | 승(1승1무) | 승(1승1무) | 3승 2패 |
| 이양근九단 | 승(2승1패) | 승(1승2무) | ×          | 패(1무1패) | 승(1승2무) | 패(1무1패) | 3승 2패 |
| 허금산初단 | 패(1무1패) | 승(2승)    | 승(1승1무) | ×          | 승(1승1무) | 패(2패)    | 3승 2패 |
| 허석조二단 | 패(2무1패) | 패(1무1패) | 패(2무1패) | 패(1무1패) | ×          | 패(1무1패) | 5패     |
| 황문수九단 | 승(2승)    | 패(1무1패) | 승(1승1무) | 승(2승)    | 승(1승1무) | ×          | 4승 1패 |

- 각 기사간에 총 두대국씩 승부제로 풀리그로 하였으며, 1승1무나 2승을 먼저 하는 사람이 승리한다.
- 1승1패나 2무가 나올경우, 점수제 방식으로 3국을 진행하였다.

### 풀리그전 최종순위
| 순위 | 기사명     | 전적    |
| ---- | ---------- | ------- |
| 1    | 황문수九단 | 4승 1패 |
| 2    | 허금산初단 | 3승 2패 |
| 3    | 이양근九단 | 3승 2패 |
| 4    | 이남춘九단 | 3승 2패 |
| 5    | 공현선初단 | 2승 3패 |
| 6    | 허석조二단 | 5패     |

- 승자승 원칙으로 이남춘九단 탈락.

## 결승전 및 3위 결정전
|  | 3위 결정전 | 3위 결정전 | 3위 결정전 |  |  | 결승전     | 결승전     | 결승전 |  |
|  |            |            |            |  |  |            |            |        |  |
|  | 허금산初단 | 허금산初단 | 2          |  |  |            |            |        |  |
|  | 이양근九단 | 이양근九단 | 0          |  |  | 황문수九단 | 황문수九단 | 0      |  |
|  |            |            |            |  |  | 허금산初단 | 허금산初단 | 3      |  |

- 우승 = 허금산
- 준우승 = 황문수
- 3위 = 이양근